# Gare des Essarts-le-Roi
Gare des Essarts-le-Roi vasútállomás Franciaországban, Les Essarts-le-Roi településen.

## Vasútvonalak
Az állomást az alábbi vasútvonalak érintik:
- Párizs–Brest-vasútvonal

## Kapcsolódó állomások
A vasútállomáshoz az alábbi állomások vannak a legközelebb:
- Gare du Perray (Gare de Rambouillet, Párizs–Brest-vasútvonal, Transilien N)
- Gare de Coignières (Paris Gare Montparnasse, Párizs–Brest-vasútvonal, Transilien N)